# T.S.R 2005 -つるの剛士の将棋列伝-
T.S.R 2005 -つるの剛士の将棋列伝は、2005年3月17日～2006年6月10日までスカパー!の囲碁・将棋チャンネルで放送されていた趣味番組（将棋番組）。

## 内容
「香田晋の将棋天国」の後番組として放送開始。「T.S.R 2005」の『T』はつるの剛士、『S』は将棋、『R』は列伝の頭文字を取ったもの。

## 出演
- つるの剛士
- 井上ゆりな
- 児玉多恵子(代理アシスタント)